# Љиљана Благојевић
Љиљана Благојевић (Београд, 5. новембар 1955) српска је позоришна, филмска и телевизијска глумица.

## Биографија
Рођена је у Земуну 1955. године. Њени родитељи Владо и Спасенија су из Бијељине, али су се упознали и венчали у Београду. Убрзо су се развели и Љиљана је остала да живи са мајком.
Основну школу и гимназију завршила је у Земуну, а била је и члан дечије глумачке групе коју је при Радио Београду држао Бата Миладиновић. Упркос томе што се глумом бавила одмалена, није имала велику жељу да буде глумица. Након Земунске гимназије уписала је хемију, са циљем да се запосли у "Галеници". После друге године хемије, одлучује да напусти овај факултет и упише глуму.
Факултет драмских уметности, одсек за глуму дипломирала је, са оценом десет, у класи проф. Миленка Маричића. Студирала је заједно са Мирјаном Карановић, Меримом Исаковић и Мимом Караџићем.
На трећој години глуме добија шансу да се појави у филму Бошко Буха, а прву главну улогу остварује 1981. године у филму Емира Кустурице Сјећаш ли се Доли Бел. Упоредо са филмом, дебитује и у позоришту, у почетку као слободан уметник, да би 1996. године постала првакиња драме Народног позоришта у Београду. Пензионисала се крајем 2022. године.
Удата је за драмског писца и редитеља Синишу Ковачевића са којим има ћерку, глумицу Калину Ковачевић. Заједно са супругом, Љиљана је основала продуцентску кућу „AVE SERBIA“ и била продуцент филмова „Синовци“ и „Маша“, као и серије „Горки плодови“. Оснивач је Одсека за позоришну и филмску уметност на Синергија универзитету у Бијељини, где је предавала глуму, а од школске 2020/21. је редовни професор глуме на Факултету савремених уметности у Београду.
Добитница је најзначајнијих награда и признања на овим просторима, а неке од њих су: Награда Жанка Стокић, Сергеј Бондарчук, Царица Теодора, Награда Јоаким Вујић, Златни беочуг, Златна антена итд.

## Позориште
У позоришту је одиграла преко шездесет улога из класичног и савременог репертоара, а најпознатије су:
- „Лекција” – Ежен Јонеско
- „Велика драма” – Синиша Ковачевић
- „Жак или покорност” – Ежен Јонеско
- „Галеб” – Антон Павлович Чехов
- „Ђенерал Милан Недић” – Синиша Ковачевић
- „Злостављање” – Иво Андрић
- „Неспоразум” – Алберт Ками
- „Љубинко и Десанка” – Александар Поповић
- „Јанез” – Синиша Ковачевић
- „Баш бунар” – Александар Поповић
- „Прљаве руке” – Жан Пол Сартр
- „Ожалошћена породица” – Бранислав Нушић
- „Васа Железнова и други" – Максим Горки
- „Црно млеко” – Василиј Сигарјев

## Филм
На филму дебитује 1978. године епизодном улогом у филму Бошко Буха, а прву главну улогу остварује 1981. године у филму Емира Кустурице Сјећаш ли се Доли Бел. До сада је снимила више од 50 филмова, за које је награђивана најзначајнијим наградама. Запажене улоге остварила је и у филмовима: Мирис дуња, Свечана обавеза, Лакши случај смрти, Синовци и Завет.

## Телевизија
На телевизији дебитује 1982. године главном улогом у серији Докторка на селу. Врхунац своје популарности остварује улогом краљице Драге Машин у ТВ-серији Крај династије Обреновић. Након тога, извесно време не глуми на телевизији, све до серије Горки плодови, чији је један од продуцената и сама била. Поновљени успех доживљава у серијама Мирис Кише на Балкану и Будва на пјену од мора.

## Занимљивости
- Током снимања серије Докторка на селу, Тома Здравковић, који је писао музику за ту серију, написао је и посветио Љиљани песму "За Љиљану":
- У једној сцени филма Бошко Буха требало је да глумци и статисти пређу преко реке, држећи се за конопац. Међутим, конопац је пукао и речна струја их је све повукла у дубину. На срећу није било повређених, а Љиљани је помогао један статиста.

## Награде и признања
Добитница је најзначајнијих награда и признања на овим просторима, као што су:
- Награда „Жанка Стокић“ за изузетан допринос филмској, позоришној и телевизијској уметности, 2012. године
- Награда "Царица Теодора" за улогу Рабије Османовић у филму Нож, на Филмском фестивалу у Нишу 1999. године
- „Златна колајна“ на Фестивалу монодраме у Земуну
- „Златна мимоза“ на фестивалу у Херцег Новом
- „Златна клапа“ на фестивалу у Нишу
- „Награда Политике“
- „Златна маслина“ на Интернационалном фестивалу телевизијског стваралаштва у Бару
- Награда на „Љубишиним данима“
- Награда „Јоаким Вујић“
- „Арена“ на филмском фестивалу у Новом Саду
- Прва награда на фестивалу монодраме у Сарајеву
- „Златни беочуг“ за трајни допринос у култури Београда, 2013. године
- Оскар популарности
- Велика повеља у Нишу
- Награда Народног позоришта за најбоље глумачко остварење у позоришној сезони 2001-2002
- Прва награда на „Монолог фестивалу“ у Стокхолму
- Награда „Бора Станковић“ на фестивалу у Врању
- „Златни витез“ за најбољу женску улогу на XVI московском филмском фестивалу
- Најбоља женска улога  на IV позоришном фестивалу у Москви
- Награда за најбољег продуцента за филм „Маша“,
- „Златна значка“ за допринос у култури Министарства за дијаспору и Културно просветне заједнице
- Награда за најбоље глумачко остварење на 10. позоришним свечаностима “Жанки у част”
- Награда „Сергеј Бондарчук“ за изузетан допринос светској кинематографији, 2012. године
- "Златна Антена" - Награда за најпопуларнију глумицу у сезони 2011/2012 на другом Фестивалу домаћих играних серија ФЕДИС за улогу Нађе Бачић у серији "Будва на пјену од мора"
- Награда „Витез српске глуме“ - “Витез Србије”, која се додељује истакнутим ствараоцима из различитих области јавног живота (2014)
- Награда за најбољу глумицу на 19. Међународном фестивалу малих сцена и монодраме у Источном Сарајеву, за улогу Босе у представи „Сокин и Босина“ (2014)...

О њој је објављена монографија „Глумачки маратон Љиљане Благојевић” 2022. јер је претходне године добила награду „Павле Вуисић”.

## Филмографија
| Год.       | Назив                                          | Улога                              |
| ---------- | ---------------------------------------------- | ---------------------------------- |
| 1970-е     |                                                |                                    |
| 1971.      | Чудо                                           |                                    |
| 1975.      | Салаш у Малом Риту (ТВ серија)                 | Друга продавачица                  |
| 1975.      | Живот је леп                                   | Секретарица                        |
| 1978.      | Бошко Буха                                     | Болничарка                         |
| 1979.      | Последња трка                                  |                                    |
| 1980-е     |                                                |                                    |
| 1980.      | Београдска разгледница 1920                    | Александра Мајсторовић, ћерка      |
| 1981.      | Вело мисто                                     | Дјевојка заљубљена у барба Дују    |
| 1981.      | Сјећаш ли се Доли Бел                          | Доли Бел                           |
| 1981.      | Војници                                        | Весна                              |
| 1982.      | Мирис дуња                                     | Луна                               |
| 1982.      | Венеријанска раја                              |                                    |
| 1982.      | Кројачи џинса                                  | Ана                                |
| 1982.      | Приче преко пуне линије                        |                                    |
| 1982.      | Докторка на селу                               | Докторка Ана                       |
| 1983.      | Раде Кончар (ТВ серија)                        |                                    |
| 1983.      | Велики транспорт                               | Млада Циганка                      |
| 1984.      | Необични сако                                  |                                    |
| 1984.      | Војници                                        | Весна                              |
| 1985.      | Лепотица из Амхерста                           |                                    |
| 1985.      | Хумористички клуб                              |                                    |
| 1986.      | Врење                                          | Живка Вујовић                      |
| 1986.      | Отац и син                                     |                                    |
| 1986.      | Свечана обавеза                                | Јелена                             |
| 1986.      | Приче са краја ходника                         | Радмила                            |
| 1986.      | Путовање у Вучјак                              |                                    |
| 1986.      | Вечерња звона                                  | Роса                               |
| 1987.      | Видим ти лађу на крају пута                    | Анђина другарица која гледа у шољу |
| 1987.      | Tempi di guera                                 | Мира                               |
| 1987.      | Лагер Ниш                                      | Смиља                              |
| 1987.      | Место сусрета Београд                          | Археолог Вера Зарић                |
| 1987.      | Aenigma                                        | Госпођа Џонс                       |
| 1988.      | Портрет Илије Певца                            | Бранислава Ковачевић               |
| 1988.      | Вечерња звона (ТВ серија)                      | Роса                               |
| 1988.      | Тако се калио челик                            | Ружа                               |
| 1987−1988. | Бољи живот                                     | Бранка Павловић                    |
| 1988.      | The Fortunate Pilgrim                          | Роса                               |
| 1988.      | War and Remembrance                            |                                    |
| 1989.      | Шведски аранжман                               |                                    |
| 1990-е     |                                                |                                    |
| 1990.      | Цубок                                          |                                    |
| 1990.      | Грозница                                       |                                    |
| 1990.      | Орао                                           | Здравка                            |
| 1990.      | Граница                                        | Љубица Топић                       |
| 1991.      | Мала сала                                      |                                    |
| 1992.      | Полицајац са Петловог брда (филм)              | Докторка Смиљка                    |
| 1993.      | Лакши случај смрти                             | Рељина мајка                       |
| 1993.      | Полицајац са Петловог брда (ТВ серија из 1993) | Смиљка                             |
| 1994.      | Крени према мени (ТВ серија)                   |                                    |
| 1995.      | Крај династије Обреновић                       | Краљица Драга Обреновић            |
| 1998.      | Спаситељ                                       | Верина мајка                       |
| 1999.      | Ђенерал Милан Недић                            | Анђелија Недић-Вукић               |
| 1999.      | Нож                                            | Рабија Османовић                   |
| 1999.      | Morte di una ragazza perbene                   |                                    |
| 2000-е     |                                                |                                    |
| 2004.      | Слатки мирис нафталина                         |                                    |
| 2004.      | Слободан пад                                   | Психотерапеут                      |
| 2005.      | Il Cuore nel pozzo                             |                                    |
| 2006.      | Друго стање                                    | Стрина Вукосава                    |
| 2006.      | Синовци                                        | Спасенија Катунац                  |
| 2007.      | The Brothers Bloom                             |                                    |
| 2007.      | Завет                                          | Боса                               |
| 2008.      | Горки плодови                                  | Радмила Фогел                      |
| 2010-е     |                                                |                                    |
| 2010.      | Стеван М. Живковић                             | Зорица                             |
| 2010−2011. | Мирис кише на Балкану (ТВ серија)              | Естера Салом                       |
| 2011.      | Игра истине                                    | Вањина мајка                       |
| 2012.      | Будва на пјену од мора                         | Нађа Бачић                         |
| 2015.      | Заборављени умови Србије (Тв серија)           |                                    |
| 2016.      | Надживети корњачу                              | Бака                               |
| 2016.      | Света Куманица                                 | Нараторка                          |
| 2016.      | Оно мало части                                 | Милунка Савић                      |
| 2020-е     |                                                |                                    |
| 2021.      | Кљун                                           | Марта                              |
| 2021.      | Црна свадба                                    | Микула                             |
| 2022.      | Луча                                           | Мишина мајка                       |
| 2023.      | Лако је Ралету                                 | Цица Тодоровић                     |
| 2023.      | Ваздушни мост                                  | Анка Вучковић                      |
| 2024.      | Време Смрти                                    | Милунка                            |
| 2024.      | Дом                                            | Ружа                               |